# (19136) Strassmann
(19136) Strassmann est un astéroïde de la ceinture principale.

## Description
(19136) Strassmann est un astéroïde de la ceinture principale. Il fut découvert le 10 janvier 1989 à Tautenburg par Freimut Börngen. Il présente une orbite caractérisée par un demi-grand axe de 2,60 UA, une excentricité de 0,10 et une inclinaison de 4,8° par rapport à l'écliptique.

## Compléments